# Rue Dieudonné-Costes
La rue Dieudonné-Costes est une voie du 13e arrondissement de Paris située dans le quartier de la Gare.

## Situation et accès
La rue Dieudonné-Costes est desservie à proximité par la ligne 7 à la station Porte d'Ivry et par la ligne de tramway 3a.

## Origine du nom
Elle porte le nom de l'aviateur français Dieudonné Costes (1892-1973), aviateur français qui réussit en 1930 avec Maurice Bellonte, la première liaison sans escale Paris-New York.

## Historique
Cette rue provisoirement dénommée « voie AG/13 » prend sa dénomination actuelle par un arrêté municipal du 30 août 1978.

## Bâtiments remarquables et lieux de mémoire

Fresque.

- Elle donne accès au complexe sportif de la porte d'Ivry.
- La rue est le siège de la Fédération Française de Tennis de Table.
- Présence d'art urbain.